# Arsenda de Comenge
Arsenda de Comenge (930 ? - + vers 982) fou filla d'Arnau I de Comenge (vers 900 - 27 de novembre de 957), comtat de Comenge i Carcassona i d'Arsenda de Carcassona (920 - 970).
Va néixer probablement el 930. Es va casar amb Guillem I de Provença l'Alliberador, fill de Bosó II d'Arle, comte de Provença, i de Constança de Viena entre 968 i 970. Va morir el 982 o a tot tardar abans de 984, quan Guillem es va tornar a casar amb Adelaida d'Anjou.
És probable que fos la mare d'Odila de Provença i de Guillem II de Provença.